# Bernard Trémillon
 (avril 2023).
Si vous disposez d'ouvrages ou d'articles de référence ou si vous connaissez des sites web de qualité traitant du thème abordé ici, merci de compléter l'article en donnant les références utiles à sa vérifiabilité et en les liant à la section « Notes et références ».
Bernard Trémillon, né le 1er juillet 1930 à Béon (Yonne) et mort le 9 avril 2023 à Issy-les-Moulineaux, est un ingénieur chimiste français, spécialiste de l’électrochimie et de la chimie en solution.
Enseignant-chercheur, il a été professeur à l’Université Pierre et Marie Curie – Paris VI et a dirigé l'École nationale supérieure de chimie de Paris (Chimie ParisTech) d'avril 1992 à octobre 1996.

## Biographie

### Formation
Bernard Louis Trémillon naît à Béon (Yonne) le 1er juillet 1930. Boursier d’État, il effectue ses études secondaires au lycée Louis Davier de Joigny de 1942 à 1949 ; après le baccalauréat, il poursuit ses études en classes préparatoires au lycée Chaptal à Paris. Il est admis en 1950 à l'École supérieure de physique et de chimie industrielles de la ville de Paris (ESPCI) dont il sort major de la 69e promotion en 1954.
Simultanément, il obtient en 1953 à la Faculté des Sciences de Paris la licence ès-sciences physiques et en 1954 un diplôme d’études supérieures (DES). Après deux ans et demi de service militaire, il revient début 1957 à l’ESPCI comme sous-chef de travaux dans le service de chimie analytique dirigé par le professeur Gaston Charlot, sous la direction duquel il prépare sa thèse de doctorat ès-sciences, qu’il soutient à la Sorbonne en novembre 1959.

### Enseignement
Chargé dès octobre 1957 par Gaston Charlot de diriger la spécialisation de 4e année de chimie analytique de l'ESPCI — analogue à ce que sont par la suite les DEA, comprenant une partie enseignement magistral et la préparation en laboratoire d’un mémoire de recherche de fin d’études — il a l’opportunité de préparer et de donner son premier cours magistral et de diriger seul simultanément entre 4 et 8 stages de recherche de type DEA.

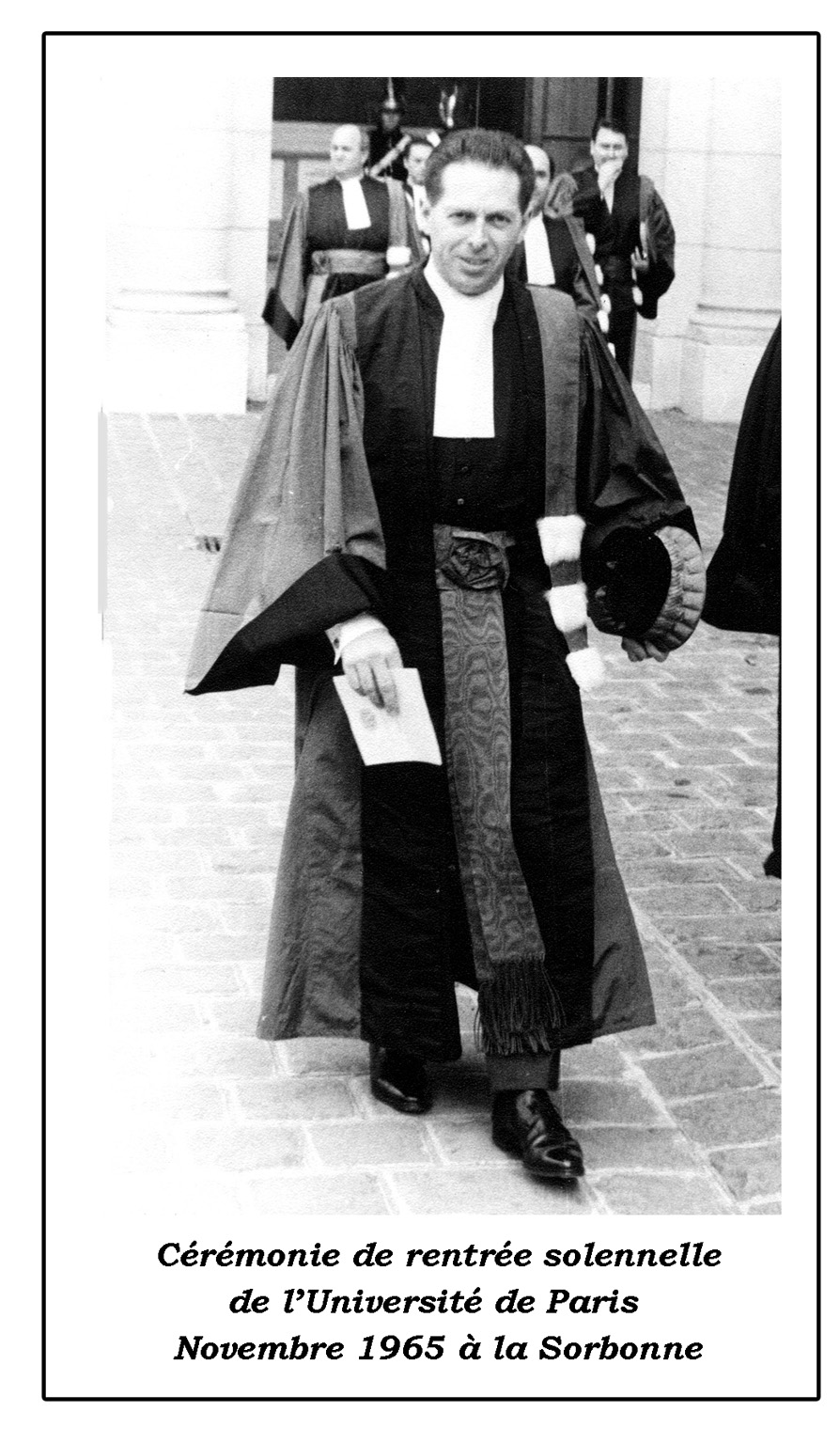
Novembre 1965 à la Sorbonne

Nommé maître-assistant à la Faculté des sciences de Paris en octobre 1960, il seconde alors Gaston Charlot dans les enseignements de chimie analytique que celui-ci y donne depuis peu (1958) sous forme de certificat de licence, et est chargé de créer les travaux pratiques et dirigés de ce certificat. Nommé chargé de cours de chimie au Premier cycle des études médicales (PCEM) pour l’année 1964-65, il devient maître de conférences – professeur de 2e classe selon la dénomination actuelle – en octobre 1965 et enseigne durant deux années la chimie au premier cycle physique-chimie, avant de partager avec Gaston Charlot (à partir de 1966) les enseignements magistraux du certificat de chimie analytique.
C’est en octobre 1966, lorsque Jacques Bénard, le directeur de l’École nationale supérieure de chimie de Paris (ENSCP), crée pour cette école des enseignements propres indépendants de ceux de la Faculté, que Bernard Trémillon commence à y professer la chimie analytique et l’électrochimie. Il est professeur titulaire (professeur de 1re classe) en octobre 1970 et accède à la classe exceptionnelle (1er échelon) en janvier 1979 et au second échelon en janvier 1987.
Il est aussi à la même époque (à partir de 1967) professeur à l’Institut national des sciences et techniques nucléaires (INSTN) de Saclay. Lorsque le DEA de chimie analytique est créé, en octobre 1960, sous l’égide à la fois de la Faculté des sciences de Paris et de l’INSTN, il seconde Gaston Charlot, le directeur de cette formation doctorale, jusqu’à la retraite de celui-ci en 1975 et prend sa succession comme directeur de la formation de 1975 jusqu’en 1995.
À l’École nationale supérieure de chimie de Paris (Chimie ParisTech), il occupe à partir de décembre 1988 la charge de directeur des études jusqu’à sa nomination comme directeur de l’école en avril 1992. Il prend sa retraite en août 1996, mais il continue d’assumer les fonctions de directeur (comme administrateur provisoire) jusqu’au 31 octobre 1996.
Au cours de sa carrière, il est membre de nombreux conseils, comités et commissions scientifiques et techniques, sur le plan national (auprès des ministères de l’Éducation, de la Recherche, de l’Industrie, auprès du Centre national de la recherche scientifique (CNRS), de la Société chimique de France (SCF), etc.) et sur le plan international l'Union internationale de chimie pure et appliquée (UICPA). Conseiller scientifique auprès du CEA à partir de 1967, conseil de la société Rhône-Poulenc pendant quelques années, il collabore scientifiquement avec de nombreuses autres sociétés industrielles.
Enfin, il dirige un certain nombre d’actions de coopération internationale, notamment au Mexique (aide à la modernisation et au développement de la chimie analytique à l’Université nationale autonome du Mexique, de 1973 à 1984), au Brésil (sous l’égide de l’UNESCO, aide au développement d’un laboratoire d’électrochimie à l’Université fédérale de Bahia, de 1973 à 1975), au Chili (aide au développement de la chimie analytique à l’Université catholique de Valparaiso).

### Recherche
Sur le plan des responsabilités de recherche, après avoir été chargé par Gaston Charlot de créer à l’École nationale supérieure de chimie de Paris, en octobre 1962, le nouveau laboratoire de chimie analytique de la Faculté des sciences de Paris, Bernard Trémillon y poursuit ses recherches personnelles avec l’aide de quelques collaborateurs et thésards.
En 1966, ce laboratoire (devenu laboratoire de l’ENSCP) est intégré comme l’une des trois équipes (les deux autres étant localisées à l’École supérieure de physique et de chimie industrielles de la ville de Paris) du Laboratoire de chimie analytique générale, associé au CNRS (LA 28), nouvellement créé sous la direction de Gaston Charlot, avant de devenir en janvier 1974 un laboratoire associé distinct, sous l’intitulé de laboratoire d’électrochimie analytique et appliquée (LA 216). Cette formation associée reste dirigée par Bernard Trémillon de 1974 à 1984 puis de 1988 à fin 1992.
On peut dégager les principales caractéristiques suivantes :
- La grande majorité de ces travaux relèvent du domaine de l'énergie (travaux reliés au captage de l'énergie solaire, au stockage et au transport d’énergie par des sels fondus caloporteurs, par des batteries thermoamorçables, etc.) et de celui des économies d'énergie et de matières premières (travaux portant sur les effets catalytiques et la conception de nouveaux modes de traitement de matières minérales ou organiques). À côté, l'élaboration électrochimique de matériaux pour les technologies modernes (notamment, des semi-conducteurs, des alliages métalliques à base de terres rares) a constitué également une voie de recherche fructueuse.

- La démarche suivie a été largement inspirée par la formation initiale de chimie analytique reçue de Gaston Charlot. Sa vision très élargie de cette discipline a été le catalyseur d’une évolution thématique qui a conduit Bernard Trémillon à de travaux relatifs aux méthodes de séparation fine à des travaux concernant, soit les matériaux modernes, soit la conception de nouveaux procédés de synthèse.

Cette activité de recherche s’est concrétisée par la publication d’environ 170 mémoires et de 6 livres (avec traduction en plusieurs langues) et par la soutenance de 130 thèses de doctorat qu'il a dirigées ou codirigées.

#### Travaux de recherche

##### Séparations chimiques
Les premiers travaux de recherche entrepris par Bernard Trémillon à l’ESPCI sous la direction du Professeur Gaston Charlot ont porté sur les séparations chimiques fines, principalement au moyen des résines échangeuses d'ions, en débutant par une étude théorique du développement chromatographique par déplacement (suivant la terminologie introduite par Arne Tiselius), méthode de séparation qui trouve son application dans le domaine préparatif (thèse de doctorat d'État, 1957-59). L'un des apports principaux a consisté à mettre en œuvre les complexes en solution pour accentuer les facteurs de séparation.
Ces travaux, effectués dès le départ en collaboration avec le CEA, ont débouché sur des études de séparations isotopiques (bore), de séparation de métaux aux propriétés chimiques très voisines (Zr-Hf) et sur des essais de réalisation de colonnes industrielles fonctionnant en continu à contre-courant. Ils ont initié pour Bernard Trémillon une longue collaboration avec le CEA et lui ont permis de tirer de sa connaissance approfondie des séparations par les résines échangeuses d’ions un ouvrage sur ce thème publié en 1965.

##### Chimie des milieux réactionnels non-aqueux
Le deuxième secteur de recherche dans lequel Gaston Charlot et Bernard Trémillon se sont consacrés en même temps que dans le secteur précédent est la chimie des milieux réactionnels non-aqueux. Au début de leur entreprise dans ce domaine, ils ont éprouvé l'envie et le besoin de faire le point et la synthèse des connaissances du moment et de développer à partir de là un système raisonné pour le traitement cohérent de cette chimie. Ces travaux les ont conduits à la rédaction d’un ouvrage, publié en 1963 (et traduit en plusieurs langues par la suite), ouvrage qui a fait école tant en France qu'à l'étranger.
L’activité de recherche de Bernard Trémillon dans le domaine s'est donc développée à partir de ce cadre, avec un double objectif :
1. d'une part, développer, la structure de raisonnement permettant de maîtriser peu à peu la relation entre milieu et réactivité (du point de vue thermodynamique), et étayer cette structure de raisonnement par des connaissances acquises expérimentalement ;
2. d’autre part, permettre l'exploitation rationnelle des milieux réactionnels non-aqueux, notamment ceux constitués par des sels et hydroxydes fondus, pour les applications, notamment dans les procédés industriels.

En ce qui concerne le premier volet de cet objectif, l'apport essentiel réside dans le développement, sur le plan quantitatif, du traitement des réactions suivant les différentes théories « acide-base » (particulièrement la théorie peu usitée auparavant dite de la « solvoacidité », dont l'application s'est révélée tout spécialement fructueuse dans le cas des milieux formés par les sels fondus).
En ce qui concerne le second volet, c'est à l'utilisation des sels fondus que Bernard Trémillon a accordé la plus grande attention en raison de l'intérêt industriel considérable que l'emploi de ces liquides suscitait dans des domaines variés : générateurs électrochimiques, stockage d'énergie thermique, traitement et élaboration de matériaux, effets catalytiques et, principalement, métallurgie extractive — intérêt justifié soit par des besoins technologiques nouveaux, soit par la recherche de procédés économes en énergie.
Une partie des recherches de Bernard Trémillon et de ses collaborateurs relatives à la chimie et à l'électrochimie dans les sels fondus a donc été orientée vers des processus pouvant servir à la conception de nouveaux procédés de métallurgie extractive, en collaboration avec les sociétés industrielles intéressées (Péchiney, Rhône-Poulenc, Metaleurop), ainsi que dans le cadre d'une Action de recherche coordonnée (A.R.C.) du CNRS dont Bernard Trémillon a défini le programme d'action et assumé la coordination.

##### Électrochimie
Le troisième volet des travaux de recherche de Bernard Trémillon se situe dans le domaine de l'électrochimie, dont il a fait sa principale discipline d'appartenance depuis la création en janvier 1974 de son Unité de recherche associée au CNRS.
Bernard Trémillon a par la suite ciblé l'activité de son laboratoire sur deux objectifs  : l'exploitation des méthodes de l'électrochimie (analytique) pour l'acquisition de connaissances fondamentales, souvent requises pour apporter des solutions à des problèmes d'ordre industriel — c'est l'aspect « analytique » des recherches, par exemple l'analyse du point de vue énergétique des réactions chimiques et électrochimiques dans des milieux variés — ; et l'exploitation de l'électrochimie pour concevoir de nouvelles solutions techniques dans l'industrie ou participer à leur développement — c'est le côté « appliqué » des recherches, avec la préoccupation essentielle de définir des conditions optimales de mise en œuvre des processus envisagés —.
Cette double finalité apparaît particulièrement dans le développement de travaux réalisés par deux des équipes du laboratoire. L’une (sous la conduite de Jacques Vedel, directeur de recherche au CNRS) a abordé au début des années 1970 l'étude électrochimique de matériaux semi-conducteurs, en premier lieu sous l'angle de l'analyse chimique (détermination d'écarts à la stoechiométrie), puis rapidement dans le cadre d’une participation aux actions nationales — Programme interdisciplinaire de recherche sur les sciences pour l'énergie et les matières premières (PIRSEM) du CNRS, DGRST — et internationales pour le développement du captage de l'énergie solaire (développement des systèmes photovoltaïques).
Dans une autre équipe (sous la conduite de Jacques Devynck, directeur de recherche au CNRS) ont été poursuivies des études ayant trait à des effets catalytiques, soit en électrosynthèse, par la modification superficielle d'électrodes métalliques et la mise en œuvre de médiateurs catalytiques fixés, soit en synthèse chimique, en contribuant par les méthodes de l'électrochimie à la connaissance et à la maîtrise de ces effets.
L'autre volet, qui s'est inscrit dans un contexte de recherches coopératives, a touché plus particulièrement à la chimie des hydrocarbures. Bernard Trémillon, Jacques Devynck et leurs collaborateurs ont développé durant plusieurs années des études fondamentales des liquides dénommés « milieux superacides » constitués à partir du fluorure d'hydrogène (mélanges HF + SbF5 ou HF + BF3, etc.) en vue de leur application, notamment à l'isomérisation catalytique des hydrocarbures à température ambiante.
Au cours de ces études, la thermodynamique des systèmes mis en jeu a été établie, en suivant la systématique analytique familière pour le traitement des réactions en milieu non-aqueux. L'existence, au sein de ces liquides extrêmes, des carbocations agissant comme intermédiaires catalytiques a été démontrée. Les différentes réactions affectant les hydrocarbures légers (isomérisation - craquage - condensation), leur rendement et leur sélectivité (à l'équilibre), ont été reliées quantitativement aux niveaux d'acidité (les plus élevés qui puissent être observés).

### Décès
Bernard Trémillon meurt le 9 avril 2023 à Issy-les-Moulineaux,.

## Publications
- Séparation de corps très voisins par développement par déplacement à l'aide des échangeurs d'ions, Paris, Masson, 1959, 66 p. Thèse de doctorat d'État soutenue en 1959 à l'Université de Paris
- Gaston Charlot, Jeanine Badoz-Lambling et Bernard Trémillon, Les réactions électrochimiques : les méthodes électrochimiques d'analyse, Paris, Masson et Cie, 1959, 395 p.
- Gaston Charlot et Bernard Trémillon, Les réactions chimiques dans les solvants et les sels fondus, Paris, Gauthier-Villars, 1963, 602 p.
- Les séparations par les résines échangeuses d'ions, Paris, Gauthier-Villars, 1965, 400 p.
- Chimie analytique I : Généralités, Paris, Armand Colin, 1965, 198 p.
- La chimie en solvants non-aqueux, Paris, Presses universitaires de France, 1971, 239 p.
- Électrochimie analytique et réactions en solution : traitement analytique en vue de leur exploitation dans les procédés de transformation et de séparation..., vol. 1, Paris, Masson et Cie, 1993, 598 p. (ISBN 2-225-84177-2)
- Électrochimie analytique et réactions en solution, vol. 2, Paris, Masson et Cie, 1993, 613 p. (ISBN 2-225-84255-8)

## Distinctions
Bernard Trémillon a reçu diverses distinctions honorifiques en France et à l’étranger :
- La médaille d’argent du CNRS (1968),
- Le prix Raymond Berr attribué par le Conseil de la Société chimique de France (1981),
- La Grande médaille Michel Perret attribuée par la Société d'encouragement pour l'industrie nationale (1985),
- La chaire Bruylants de l’Université catholique de Louvain (UCL) (1987),
- La médaille d’or de la Consolidated Gold Fields (en) attribuée par l'Institution of Mining and Metallurgy de Grande-Bretagne (1988),
- Officier de l'Ordre des Palmes académiques.